# باستر دوغلاس
باستر دوغلاس (بالإنجليزية: Buster Douglas)‏ مواليد 7 أبريل 1960 في كولومبوس، أوهايو، الولايات المتحدة، هو ملاكم أمريكي يصنف ضمن فئة الوزن الثقيل. حقق بطولة رابطة الملاكمة العالمية وبطولة المجلس العالمي للملاكمة وبطولة الاتحاد الدولي للملاكمة.

## إحصائيات
خاض خلال مسيرته 46 نزالا، فاز في 38 وتعادل في 1 وخسر في 6. فاز بالضربة القاضية في 25 نزالا.

## وصلات خارجية
- باستر دوغلاس على موقع بوكس ريك (الإنجليزية) (registration required)

- الموقع الرسمي